# Plémy
 Plémy  (en bretón Plevig) es una población y comuna francesa, situada en la región de Bretaña, departamento de Côtes-d'Armor, en el distrito de Saint-Brieuc y cantón de Plouguenast.

## Demografía
| 1860 | 1704 | 1621 | 1580 | 1470 | 1524 |
| Para los censos de 1962 a 1999 la población legal corresponde a la población sin duplicidades (Fuente: INSEE [Consultar]) |      |      |      |      |      |